# نور الله كايا
نور الله كايا (بالتركية: Nurullah Kaya)‏ (20 يوليو 1986 ببطمان في تركيا - ) هو لاعب كرة قدم تركي في مركز الوسط. لعب مع أضنة دمير سبور ومرسين إيدمانيوردو.

## وصلات خارجية
- نور الله كايا على موقع اتحاد تركيا (لاعب) (الإنجليزية)
- نور الله كايا على موقع قاعدة بيانات كرة القدم.إي يو (الإنجليزية)
- نور الله كايا على موقع عالم كرة القدم.نت (الإنجليزية)